# Chloroclystis tornospila
Chloroclystis tornospila är en fjärilsart som beskrevs av Edward Meyrick 1931. Chloroclystis tornospila ingår i släktet Chloroclystis och familjen mätare. Inga underarter finns listade i Catalogue of Life.